# Црква Светог великомученика Георгија у Вашици
Црква Светог великомученика Георгија у Вашици, насељеном месту на територији општине Шид, припада Епархији сремској Српске православне цркве.
Првобитни храм Светог Георгија првобитно је подигнут 1778. године, а осветио га је епископ темишварски Самуило, порушен је и спаљен током Другог светског рата. Делимична адаптација и подитање звоника урађено је у послератном периоду.
Матичне књиге су од 1733. године, а поново се чувају од 1949. године.